# Michelangelo Albertazzi
Michelangelo Albertazzi (* 7. ledna 1991 Boloňa, Itálie) je bývalý italský fotbalový obránce, který ukončil fotbalovou kariéru 28 letech.

## Přestupy
- z Boloně do Milána za 2 200 000 eur
- z Milána do Verony za 500 000 eur
- z Verony do Milána za 550 000 eur
- z Milána do Verony zadarmo
- z Verony do AS Livorno Calcio zadarmo

## Statistiky
| Sezóna           | Klub             | Liga             | Liga   | Liga | Ligové poháry | Ligové poháry | Ligové poháry | Kontinentální poháry | Kontinentální poháry | Kontinentální poháry | Celkem | Celkem |
| Sezóna           | Klub             | Soutěž           | Zápasy | Góly | Soutěž        | Zápasy        | Góly          | Soutěž               | Zápasy               | Góly                 | Zápasy | Góly   |
| ---------------- | ---------------- | ---------------- | ------ | ---- | ------------- | ------------- | ------------- | -------------------- | -------------------- | -------------------- | ------ | ------ |
| 2011/12          | Getafe           | Primera División | 0      | 0    | ŠP            | 0             | 0             | -                    | 0                    | 0                    | 0      | 0      |
| 2012             | Varese           | Serie B          | 2      | 0    | IP            | 0             | 0             | -                    | 0                    | 0                    | 2      | 0      |
| 2012/13          | Verona           | Serie B          | 11     | 1    | IP            | 3             | 0             | -                    | 0                    | 0                    | 14     | 1      |
| 2013/14          | Verona           | Serie A          | 15     | 0    | IP            | 2             | 0             | -                    | 0                    | 0                    | 17     | 0      |
| 2014/15          | Milán            | Serie A          | 0      | 0    | IP            | 1             | 0             | -                    | 0                    | 0                    | 1      | 0      |
| 2015/16          | Verona           | Serie A          | 10     | 0    | IP            | 0             | 0             | -                    | 0                    | 0                    | 10     | 0      |
| 2016/17          | Verona           | Serie B          | 0      | 0    | IP            | 0             | 0             | -                    | 0                    | 0                    | 0      | 0      |
| 2017/18          | Verona           | Serie A          | 0      | 0    | IP            | 0             | 0             | -                    | 0                    | 0                    | 0      | 0      |
| Celkem za Veronu | Celkem za Veronu | Celkem za Veronu | 36     | 1    | -             | 5             | 0             | -                    | 0                    | 0                    | 141    | 1      |
| 2018/19          | Livorno          | Serie B          | 4      | 0    | IP            | 2             | 0             | -                    | 0                    | 0                    | 6      | 0      |
| Celkově          | Celkově          | Celkově          | 42     | 1    | -             | 8             | 0             | -                    | 0                    | 0                    | 50     | 1      |